# Galeus polli

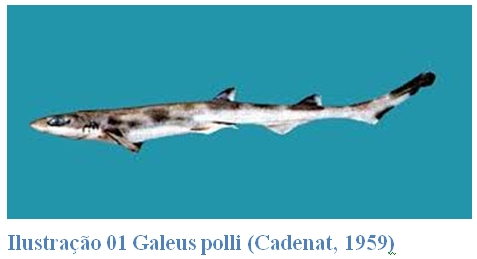
Galeus polli

É uma  espécie  de tubarão de tamanho pequena, conhecida vulgarmente pelo  litão (nome comum em Portugal), com o comprimento total cerca de 43 cm, endêmica do Oceano Atlântico Oriental, abrangendo do sul de Marrocos até a África do Sul. Curiosamente, registros indicam sua presença nas Ilhas Canárias.

## 1.Descrição

Estatuto de Conservação e Taxonomia

O Galeus polli destaca-se por apresentar uma elevação um pouco mais aguçada. Possui uma boca grande e arqueada, caracterizada por pregas labiais moderadas e mucosas bucais negras. Seus olhos laterais são grandes, enquanto a pele subocular é pouco definida. Além disso, as aberturas branquiais são menores que o comprimento ocular. As narinas são longas e ovais, com apas curtas e triangulares. Em termos de tamanho, Galeus polli assemelham-se à G. melastomus . 

### 1.1 Coloração
A coloração do Galeus polli é cinzento-terroso claro, destacando-se por grandes manchas escuras mal definidas. Essas manchas seguem um alinhamento máximo de 11, estendendo-se desde a zona branquial até o extremo caudal, incluindo uma interdorsal.

## 2. Biologia
Esse tubarão  bentónico é descrito como espécie exclusivo das águas tropicais da África Ocidental, sendo demersais tanto na plataforma continental quanto no talude continental superior, encontrados em profundidades que variam de 159 a 720 metros.

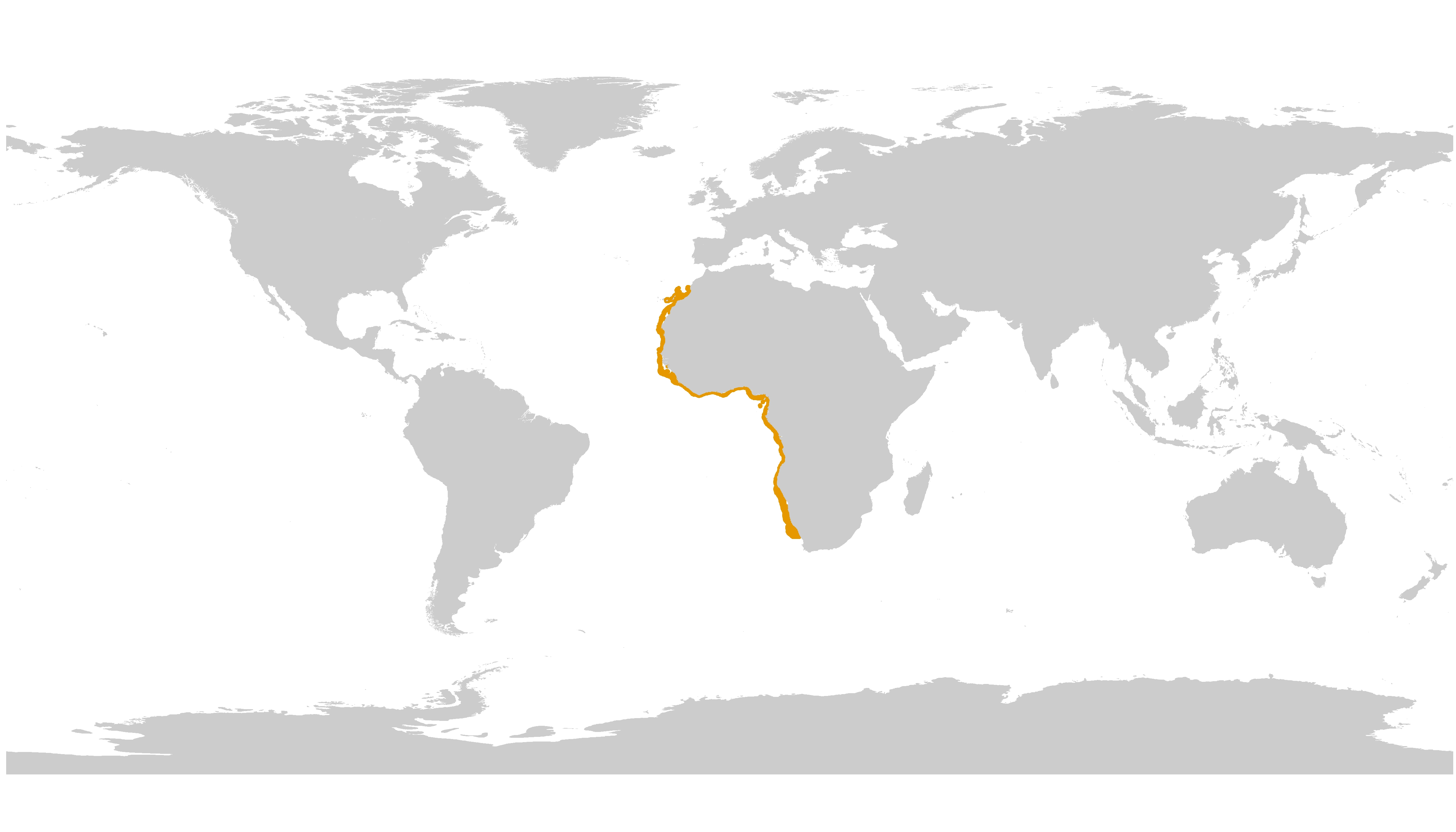
Distribuição

### 2.1 Comprimento de primeira maturidade
A maturidade sexual do Galeus polli é alcançada em um intervalo de comprimento total (Lm) que varia em torno de 30.5 cm. O comprimento máximo observado para machos é de 45.0 cm.   

### 2.2 Reprodução
O Galeus polli é uma espécie ovovivípara, caracterizada por gestações nas quais os embriões se desenvolvem dentro de ovos que permanecem no interior da fêmea até o momento do nascimento. Cada ninhada pode incluir de 11 a 12 fetos , representando uma exceção na família, já que muitas outras espécies são ovíparas. A reprodução dessa espécie parece ocorrer de maneira contínua ao longo do ano.

### 2.3 Alimentação
A dieta alimentar de Galeus polli é amplamente diversificada, alimenta-se provavelmente de pequenos peixes ósseos, lulas e crustáceos, e em muitos casos, torna difícil identificar com precisão sua alimentação devido à natureza fragmentada dos conteúdos estomacais. 

### 2.4 Pesca
O litão enfrenta desafios significativos devido à captura acessória em diversas pescarias de arrasto demersal em toda a sua área de distribuição.

### 2.5 Habitat e Categoria ecológica
O litão também conhecido como Tubarão-gato de cauda serrilhada africano, habita principalmente nos ambientes marinhos batidemersais, com o intervalo de profundidade que varia entre 159 a 720 metros. 

## 3. Distribuição
O Galeus polli  é uma espécie nativo e residente de várias nações ao longo da costa oeste africana. Sua presença foi registrada em países como Angola, Benim, Camarões, Congo, República Democrática do Congo, Costa do Marfim, Guiné Equatorial, Gabão, Gâmbia, Gana, Guiné, Guiné-Bissau, Libéria, Mauritânia, Marrocos, Namíbia, Nigéria, Senegal, Serra Leoa, África do Sul, Togo e Saara Ocidental  .E recentemente foi confirmada em Ilhas Canárias (Espanha)

## 4. Estatuto de conservação
Até a última avaliação em 2020 para a Lista Vermelha de Espécies Ameaçadas da IUCN, o Galeus polli foi classificado como vulnerável de acordo com os critérios A2d. Essa designação sugere que a espécie pode estar enfrentando um risco considerável de declínio populacional com base nas tendências atuais, justificando sua classificação como vulnerável .

## 5. Referências
1. 1 2  Smith, Margaret M.; Heemstra, Phillip C., eds. (1986). «Smiths' Sea Fishes». doi:10.1007/978-3-642-82858-4. Consultado em 20 de dezembro de 2023
2. 1 2  «Galeus polli: Finucci, B., Derrick, D. & VanderWright, W.J.». IUCN Red List of Threatened Species. 31 de agosto de 2020. Consultado em 20 de dezembro de 2023
3. 1 2 3 4 5  «FAO species catalogue Vol.4. Sharks of the world. An annotated and illustrated catalogue of shark species known to date. Part 2. Carcharhiniformes». www.fao.org. Consultado em 1 de janeiro de 2024
4. 1 2 3  Smith, Margaret M.; Heemstra, Phillip C., eds. (1986). «Smiths' Sea Fishes». doi:10.1007/978-3-642-82858-4. Consultado em 1 de janeiro de 2024
5. ↑  Bezerra, Natalia; Corrêa, Ana Laura; Garla, Ricardo; Hazin, Fábio (2020). «ONDE ESTÃO OS TUBARÕES DO RECIFE? UTILIZAÇÃO DE BRUVS PARA O LEVANTAMENTO DA ICTIOFAUNA NA REGIÃO METROPOLITANA DE RECIFE». Editora Conhecimento Livre. Consultado em 20 de dezembro de 2023
6. 1 2  «Catálogo de publicaciones de la FAO 2021». 10 de junho de 2021. doi:10.4060/cb4740es. Consultado em 20 de dezembro de 2023
7. ↑  Dulvy, Nicholas K.; Reynolds, John D. (22 de setembro de 1997). «Evolutionary transitions among egg–laying, live–bearing and maternal inputs in sharks and rays». Proceedings of the Royal Society of London. Series B: Biological Sciences (1386): 1309–1315. ISSN 0962-8452. doi:10.1098/rspb.1997.0181. Consultado em 1 de janeiro de 2024
8. ↑  Ebert, David A.; Dando, Marc (8 de dezembro de 2020). Field Guide to Sharks, Rays & Chimaeras of Europe and the Mediterranean. [S.l.]: Princeton University Press
9. 1 2 3  «Galeus polli: Finucci, B., Derrick, D. & VanderWright, W.J.». IUCN Red List of Threatened Species. 31 de agosto de 2020. Consultado em 1 de janeiro de 2024
10. ↑  «FAO Fisheries & Aquaculture». www.fao.org. Consultado em 7 de janeiro de 2024
11. ↑  Belhabib, Dyhia; Greer, Krista; Pauly, Daniel (30 de março de 2017). «Trends in Industrial and Artisanal Catch Per Effort in West African Fisheries». Conservation Letters (1). ISSN 1755-263X. doi:10.1111/conl.12360. Consultado em 2 de janeiro de 2024
12. ↑  «Galeus polli: Finucci, B., Derrick, D. & VanderWright, W.J.». IUCN Red List of Threatened Species. 31 de agosto de 2020. Consultado em 7 de janeiro de 2024
13. ↑  «Schizothorax plagiostomus: Jan, A. & Daniels, A.». IUCN Red List of Threatened Species. 25 de abril de 2022. Consultado em 1 de janeiro de 2024